# Амапа
Амапа (порт. Amapá) је бразилска држава, налази се на крајњем северу, и граничи се са Француском Гвајаном и Суринамом на северу, а на југу и западу са бразилском савезном државом Пара. Река Ојапок прави границу између Гијане и Бразила и њено ушће је најсевернија тачка Бразила. Скоро 90% површине Амапе чине Амазонске кишне шуме, од тога је преко 70% потпуно неистражено. Још једна од атракција је и екватор који дели покрајину. Једина могућност доласка у највећи град Амапе Макапу је бродом или авионом.

## Историја
Ова област је припадала капетанији Коста ду Кабу Норте, у коју су упадали Енглези и Холанђани. Миром из Утрехта 1713. године успостављена је граница између Бразила и Француске Гијане, коју Французи нису баш поштовали. Са открићем злата и скоком цена гуме на светском тржишту почело је повећано насељавање ове области. До 1943. године област Амапе била је у саставу савезне државе Пара. Упркос открићу великих налазишта руде мангана који је јако утицао на економију Амапа је добила статус државе тек са доношењем новог Устава 1988. г. 

## Географија
Велики део територије државе Амапа је окружен шумама. Клима је типично тропска без суве сезоне. 

## Економија
Услужни сектор узима највеће учешће у БДП са 87,6%, док је индустријски представљен са 7,8%, а пољопривреда са 4,6%. Амапа извози: дрво 75,5%, руде 18,7%.

## Галерија
- Кишне шуме Амазона.